# Chiesa di Sant'Elia (Palmi)
La chiesa di Sant'Elia è un luogo di culto cattolico di Palmi. L'edificio è ubicato sulla sommità dell'omonimo monte e, al suo interno, custodisce le due venerate statue di Sant'Elia e di Maria Santissima della Montagna.

## Storia
Nell'anno 884 venne fondato sulla sommità del monte Salinas un luogo di culto con annesso convento di monaci basiliani, ad opera del monaco Elia di Enna. Questi, divenuto poi santo, visse nel convento gran parte della sua vita. Nello stesso convento vi soggiornò anche san Filarete, venendone sepolto dopo la morte.
L'abbazia fu ricostruita nell'XI secolo da alcuni monaci basiliani che la dedicarono a sant'Elia lo Juniore, e all'interno della quale furono custodite anche le spoglie del santo siciliano. Ruggero II di Sicilia sottopose il luogo di culto, nel 1134, all'archimandrita del cenobio del Salvatore di Messina.

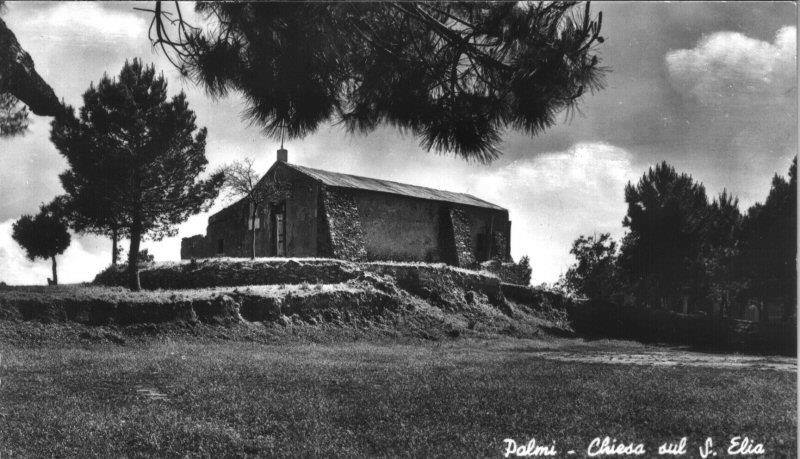
La chiesa realizzata ad inizio del XX secolo e distrutta durante il secondo conflitto mondiale

Il romitorio di basiliani dedicato a sant'Elia fu l'unica chiesa che, nel XV secolo, scampò alle rovine delle incursioni saracene che devastarono Palmi.
Già sul finire del XVII secolo, gli abitanti di Palmi rivolgevano le loro preghiere a sant'Elia in caso di perdurante siccità, e prelevavano la statua del santo dalla sua chiesa in cima al monte, scendendola in città per trattenerla fin quando non veniva concessa la grazia della pioggia.
La chiesa di sant'Elia «fuori le mura» è menzionata anche nella deposizione dell'arciprete della parrocchia di san Nicola, nel 1740, per l'elevazione della chiesa Madre a collegiata.
L'abbazia ed il convento vennero distrutti dal terremoto del 1783.
Sui ruderi presenti dal 1783, nel 1804 venne costruita una chiesetta ad opera del canonico Sollazzo e alla metà dello stesso secolo è attestato che un cappellano era mantenuto dal comune per la messa nei giorni festivi e che veniva celebrata, al 20 luglio, la festa di sant'Elia nella «chiesuola sul monte dello stesso nome». Le fonti riferiscono che in tale giorno, e nei seguenti fino all'ottavo, chiunque ascendesse a pregare il santo sulla montagna, secondo l'intenzione del pontefice, godeva di indulgenza plenaria concessa da papa Pio VII. In un'iscrizione posta su una lapide di marmo all'interno della nuova chiesa ottocentesca era riportato che sant'Elia era compatrono di Palmi. L'iscrizione recitava:
Il campanile del luogo di culto venne utilizzato nel XIX secolo da Francesco Fergola, geodeta capitano del R. Corpo del Genio degli ingegneri geografi del Regno delle Due Sicilie, per la prima misurazione trigonometrica tra la Sicilia e la costa calabrese, legando Messina alla Torre di Capo Vaticano e al campanile della chiesa palmese.
La chiesa, di vetusta e cattiva costruzione in pietrame, fu rovinata dal terremoto del 1894, così come un piccolo corpo di fabbrica adiacente a sinistra della stessa venne interamente diroccato ed abbandonato.
La nuova chiesa, riedificata all'inizio del XX secolo, venne nuovamente distrutta nel corso dell'ultimo conflitto mondiale.
Nel 1959 venne ricostruito l'attuale luogo di culto, ad opera di maestranze locali, e pochi anni dopo vi fu l'adeguamento della chiesa alla riforma liturgica post Concilio Vaticano II, con l'inserimento di una mensa marmorea sul presbiterio.
Nel 1979 il luogo di culto e tutta la città di Palmi passarono dalla giurisdizione della diocesi di Mileto a quella nuova di Oppido Mamertina-Palmi.
Nel 2015 la chiesa è stata completamente restaurata internamente ed esternamente.

## Descrizione

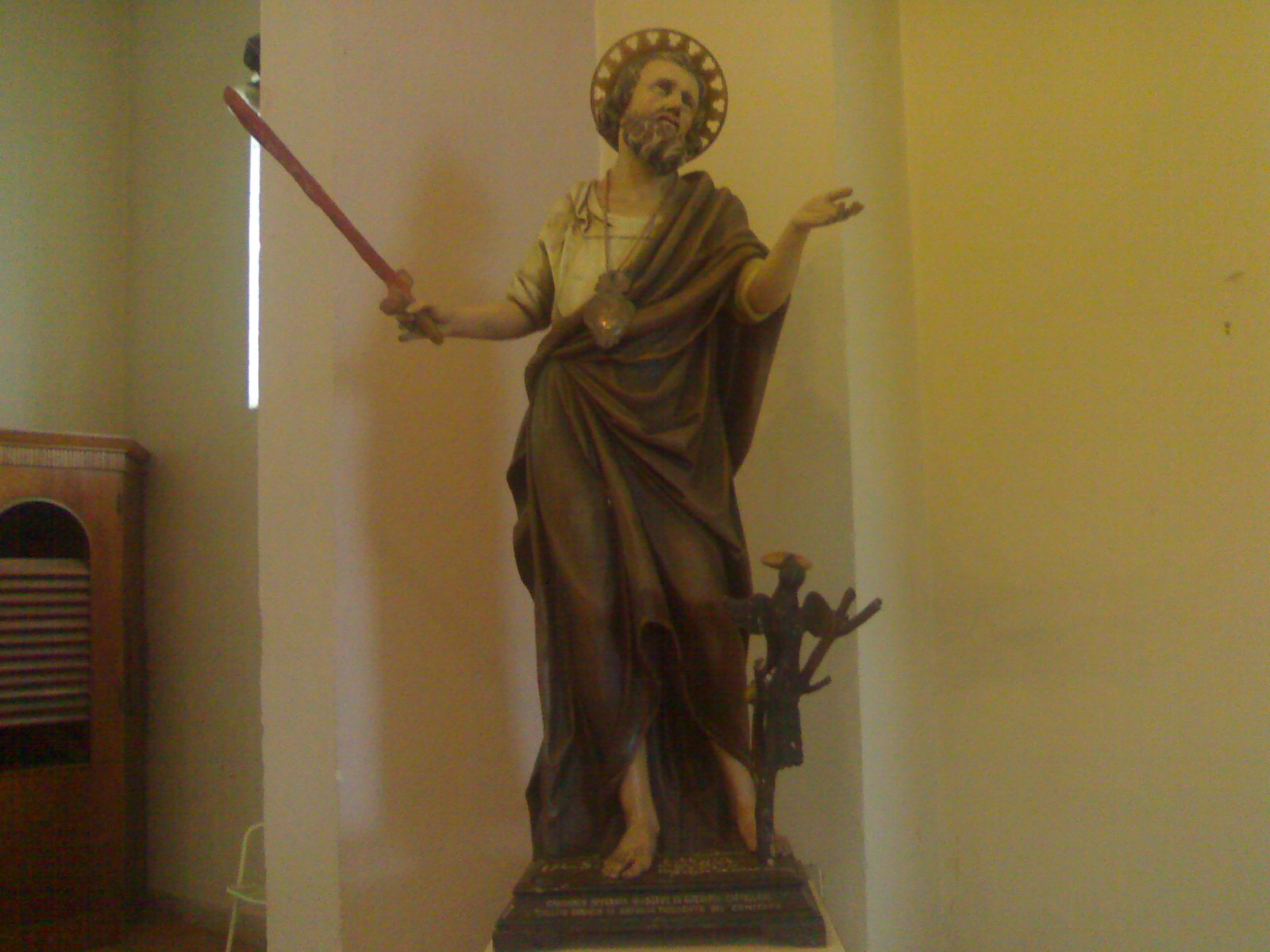
La statua di Sant'Elia profeta.

### Esterno
La facciata della chiesa è a capanna e presenta una zoccolatura che si sviluppa per tutta la larghezza della stessa facciata e dalla quale si innalzano alle estremità due paraste che sorreggono una cornice aggettante che segue l'inclinazione della copertura. Centralmente si apre il portone d'ingresso, rialzato di tre gradini rispetto al sagrato, sopra il quale sono posizionate due fasce di mattoni di diversa larghezza ad andamento zigzagante. Completano la facciata una lapide marmorea e una targa commemorative dei lavori effettuati in passato sull'edificio. La facciata è conclusa inoltre, nel punto più alto, da una croce in ferro.
Le pareti laterali, intonacate, presentano solamente delle finestre rettangolari.
La copertura è formata un tetto a due falde, con manto in tegole portoghesi.
Il campanile si trova sul lato sinistro dell'edificio, vicino ai locali accessori della chiesa. A base quadrata, dispone su ogni lato di due monofore arcuate a tutto sesto poste in asse una sopra l'altra, e una copertura cuspidata.

### Interno
Al suo interno la chiesa è formata da una sola navata, che corrisponde sia all'aula che al presbiterio, rialzato di un gradino rispetto al resto dell'edificio. La parte corrispondente al presbiterio risulta di larghezza maggiore rispetto all'aula.
Le pareti laterali risultano scandite verticalmente da pilastri che le suddividono in campate, entro le quali sono disposte una coppia di finestre rettangolari per ogni parete.
Nella parete sinistra, partendo dall'ingresso, è collocato un altare laterale sovrastato da una profonda nicchia contenente una statua in legno scolpito e dipinto di Maria Santissima della Montagna (1958). Le due figure sacre, della Madonna e di Gesù Bambino, vennero incoronate il 1º settembre 2001 con due corone d'oro benedette da papa Giovanni Paolo II. La cerimonia di incoronazione fu celebrata dall'allora vescovo della diocesi di Oppido Mamertina-Palmi Domenico Crusco.
Salendo sul presbiterio nella parete sinistra si trova la porta d'accesso alla sacrestia.
Nella parete destra è posizionata invece solamente una piccola icona bizantina raffigurante Sant'Elia profeta e, salendo sul presbiterio, si trova un'ulteriore finestra rettangolare.
Completano le pareti laterali le Stazioni della Via Crucis (XX secolo).
Alla parete di fondo è addossato l'altare maggiore dedicato a Sant'Elia profeta (XX secolo), rialzato di ulteriori due gradini rispetto alla navata e realizzato in marmo e mattoni, con tabernacolo al centro e sormontato da un'ampia edicola, anch'essa in mattoni, contenente al suo interno la statua di Sant'Elia profeta (1945) in legno scolpito e dipinto.
Il soffitto della chiesa è formato da una copertura piana costituita da un solaio in cemento armato.
La pavimentazione è invece formata da piastrelle di ceramica color mattone.

## Festività e ricorrenze
- Festa di Sant'Elia profeta, si svolge annualmente il 20 di luglio, viste le nuove disposizioni della diocesi riguardo alle feste religiose, memoria liturgica del Santo, richiamando migliaia di fedeli e turisti dai centri della zona.[17] I festeggiamenti civili prevedono sagre,[18] la "sfilata dei Giganti",[18] spettacoli musicali e pirotecnici e una piccola fiera di venditori ambulanti.[N 1] I festeggiamenti religiosi invece consistono nella processione della statua di Sant'Elia per le vie del monte;[19]
- Festa di Sant'Elia di Enna, il 17 agosto - solo liturgica;
- Festa di Maria Santissima della Montagna, si svolge annualmente l’8 di settembre, viste le nuove disposizioni della diocesi riguardo alle feste religiose.[20][21].I festeggiamenti civili prevedono uno spettacolo pirotecnico e una piccola fiera di venditori ambulanti.[N 2] I festeggiamenti religiosi invece consistono nella processione della statua di Maria Santissima della Montagna per le vie del monte.[22] nell'ultima parte del tragitto della processione, prima del rientro in chiesa, viene svolta una breve fiaccolata.[22]

## Titoli
- Chiesa sussidiaria. Il luogo di culto appartiene alla Parrocchia della Santa Famiglia.[23]

Inoltre, i precedenti luoghi di culto dedicati a Sant'Elia, ebbero anche i titoli di romitorio e di chiesa conventuale dei monaci basiliani.

### Esplicative
1. ↑  REGOLAMENTO COMUNALE PER IL COMMERCIO SU AREE PUBBLICHE (Approvato con Del. C.P. n. 77 del 14/05/2007). Articolo 10 comma 2) punto h) Festa di Sant'Elia.
2. ↑  REGOLAMENTO COMUNALE PER IL COMMERCIO SU AREE PUBBLICHE (Approvato con Del. C.P. n. 77 del 14/05/2007). Articolo 10 comma 2) punto i) Festa della Madonna della Montagna.

### Bibliografiche
1. 1 2 3 4 5 6 7 8 9 10 11 12 13 14 15   Chiesa di Sant'Elia <Palmi>, su Le chiese delle diocesi italiane, Conferenza Episcopale Italiana. URL consultato il 18 settembre 2016.
2. ↑   Chiesa di Sant'Elia, su travel.sygic.com.
3. 1 2 3 4 5 6   La voce del Tirreno, 5 marzo 2009 anno 3 n. 3 (PDF), su lavocedeltirreno.it. URL consultato il 24 settembre 2016 (archiviato dall'url originale il 24 febbraio 2013).
4. 1 2  De Salvo, pag. 10.
5. ↑   Storia di san Filarete, su sanfrancescosales.it. URL consultato il 5 maggio 2013 (archiviato dall'url originale il 17 ottobre 2012).
6. 1 2  Leopardi, pag. 67.
7. ↑  De Salvo, pagg. 24 e 25.
8. 1 2  De Salvo, pag. 150.
9. ↑  Pacichelli.
10. ↑  De Salvo, pag. 237.
11. ↑  Romeo Baldari, pag. 39.
12. 1 2  Guardata, pag. 36.
13. ↑   Giovanni Melorio, Prospetto del Reale Officio Topografico del Regno delle Due Sicilie all'epoca del 1834, Napoli, 1834.
14. ↑  Annibale Riccò, pag. 30.
15. ↑   pag. 1361 (PDF), su vatican.va. URL consultato il 4 marzo 2013.
16. ↑   Le celebrazioni del settembre mariano in Calabria, su filippo-marino.it. URL consultato il 12 maggio 2021 (archiviato dall'url originale l'8 luglio 2014).
17. ↑   Festa al Monte Sant'Elia di Palmi con giochi popolari i Giganti Mata e Grifone e la Processione, su ilgiornaledellapianadigioiatauro.it. URL consultato il 21 luglio 2015 (archiviato dall'url originale il 13 febbraio 2013).
18. 1 2   Palmi Sant'Elia - Festa di Sant'Elia - Giochi popolari in Parrocchia, su YouTube, 23 luglio 2012,  a 00 min 00 s. URL consultato il 21 luglio 2015.
19. ↑   Palmi Sant'Elia - Festa di Sant'Elia - La Processione, su YouTube, 23 luglio 2012,  a 00 min 00 s. URL consultato il 21 luglio 2015.
20. ↑   Madonna della montagna a santelia, su YouTube, 6 settembre 2011,  a 00 min 00 s. URL consultato il 16 giugno 2014.
21. ↑   PALMI PROVINCIA DI REGGIO CALABRIA, su calabrianostra.altervista.org. URL consultato l'8 luglio 2014 (archiviato dall'url originale il 14 luglio 2014).
22. 1 2   Festa di Maria ss.ma della montagna ,palmi 2014 -palmi forever, su YouTube, 25 novembre 2014,  a 00 min 00 s. URL consultato il 21 luglio 2015.
23. ↑   Chiesa di Sant'Elia, su Le chiese delle diocesi italiane, Conferenza Episcopale Italiana. URL consultato il 19 luglio 2020.